# Ángel Reyna
Ángel Eduardo Reyna Martínez (* 19. September 1984 in Mexiko-Stadt) ist ein mexikanischer Fußballspieler, der vorwiegend im offensiven Mittelfeld agiert.

## Leben

### Verein
Reyna begann seine Profikarriere in der Zweitliga-Saison 2003/04 beim traditionsreichen Club León und wechselte in der Winterpause zum Ligakonkurrenten Tigrillos Coapa, einem zu jener Zeit in der mexikanischen Hauptstadt ansässigen Filialteam der Tigres de la UANL, mit dem er die Play-offs erreichte und im Viertelfinale ausgerechnet gegen seinen Exverein León scheiterte.
Anschließend wechselte er zum gerade in die zweite Liga abgestiegenen Club San Luis, mit dem er die Apertura 2004 gewann und am Saisonende 2004/05 die unmittelbare Rückkehr in die Primera División feiern durfte. Bis zum Ende der Saison 2006/07 stand er bei San Luis unter Vertrag und wechselte für die Saison 2007/08 zum Club Necaxa. Im zweiten Halbjahr 2008 spielte er noch einmal für San Luis und steht seit Anfang 2009 beim Hauptstadtverein América unter Vertrag, in dessen Reihen er in der Clausura 2011 mit 13 Treffern Torschützenkönig der Primera División wurde.

### Nationalmannschaft
Sein Debüt im Dress der mexikanischen Nationalmannschaft gab Reyna am 24. Februar 2010 in einem Spiel gegen Bolivien (5:0), bei dem er die zweite Halbzeit bestritt. Sein erstes Länderspiel über die volle Distanz von 90 Minuten fand am 9. Juni 2011 im Rahmen des CONCACAF Gold Cup 2011 gegen Kuba (5:0) statt.

## Erfolge

### Persönlich
- Torschützenkönig der mexikanischen Primera División: Clausura 2011

### Verein
- Mexikanischer Zweitligameister: Apertura 2004

### Nationalmannschaft
- CONCACAF Gold Cup/Sieger: 2011